# ایزوایندولین
ایزوایندولین (به انگلیسی: Isoindoline) یک ترکیب شیمیایی با شناسه پاب‌کم ۴۲۲۴۷۸ است. 